# Tithraustes cistrina
Tithraustes cistrina är en fjärilsart som beskrevs av Druce 1899. Tithraustes cistrina ingår i släktet Tithraustes och familjen tandspinnare. Inga underarter finns listade i Catalogue of Life.